# 雲林縣私立維多利亞實驗高級中學
雲林縣私立維多利亞實驗高級中學（英語：Victoria Academy，簡稱維多利亞實中）為一所位於臺灣雲林縣斗六市的私立雙語學校，2008年由韓國瑜創立。擁有國際文憑認證「International Baccalaureate」（簡稱IB）。

## 歷史沿革
2008年，私立維多利亞國民中學董事會議通過申請改制為實驗高級中學，同年，教育部回函准予籌設。2009年1月，通過聘用魏建民為改制後第一任校長，同年9月，教育部正式核准改制為雲林縣私立維多利亞實驗高級中學，正式招收高一班學生。
2017年4月，維多利亞實驗高中國際班的10名應屆畢業生，有7名學生錄取全球百大大學，高達70%的比例。2018年，國際班的15名高三學生，多達14名學生錄取全球前百大學校，再創佳績。

## 歷任校長
| 任別 | 任期                          | 姓名   |
| ---- | ----------------------------- | ------ |
| 1    | 2009年8月1日 － 2010年7月31日 | 魏建民 |
| 2    | 2010年8月1日 － 2016年7月31日 | 林保志 |
| 3    | 2016年8月1日 － 現任          | 黃金地 |